# Cosmiocryptus euprepes
Cosmiocryptus euprepes là một loài tò vò trong họ Ichneumonidae.